# Vivianne Blanlot
Vivianne Amelia Blanlot Soza (née le 22 octobre 1956  à La Serena), est une économiste et femme politique chilienne. 
Elle fit des études d'économie à l'Université pontificale catholique du Chili. Elle fut nommée ministre de la Défense nationale du Chili par Michelle Bachelet du 11 mars 2006 au 27 mars 2007. Elle représenta son gouvernement aux funérailles d'Augusto Pinochet, où elle fut huée par les proches du défunt. En mars 2007, elle fut remplacée par José Goñi. Elle est membre du Parti pour la démocratie.